# EN 1530
Die Europäische Norm 1530 (EN 1530) beschreibt die maximal zulässigen Toleranzen der allgemeinen und lokalen Ebenheit von Türblättern und ordnet diesen Toleranzklassen zu. Ihr Titel lautet Türblätter – Allgemeine und lokale Ebenheit – Toleranzklassen. Als nationale Übernahmen besteht für Österreich die ÖNORM EN 1530 sowie für Deutschland die DIN EN 1530. 

## Lokale Ebenheit
Toleranzklassen und deren zulässigen Abweichungen der lokalen Ebenheit
| Toleranzklasse | zulässige Abweichung |
| -------------- | -------------------- |
| 0              | nicht definiert      |
| 1              | 0,6 mm               |
| 2              | 0,4 mm               |
| 3              | 0,3 mm               |
| 4              | 0,2 mm               |

## Allgemeine Ebenheit
Toleranzklassen und deren zulässigen Abweichungen der allgemeinen Ebenheit
| Toleranzklasse | zulässige Verwindung | zulässige Längskrümmung | zulässige Querkrümmung |
| -------------- | -------------------- | ----------------------- | ---------------------- |
| 0              | nicht definiert      | nicht definiert         | nicht definiert        |
| 1              | 10 mm                | 10 mm                   | 6 mm                   |
| 2              | 8 mm                 | 8 mm                    | 4 mm                   |
| 3              | 4 mm                 | 4 mm                    | 2 mm                   |
| 4              | 2 mm                 | 2 mm                    | 1 mm                   |